# Spalax microphthalmus
Spalax microphthalmus é uma espécie de roedor da família Spalacidae.
Pode ser encontrado nas estepes da Ucrânia e no sul da Rússia, entre os rios Dnieper e Volga, ao norte até Orel-Kursk, e ao sul até a Ciscaucasia.